# Монастероло Казото
Монастѐроло Казо̀то (на италиански: Monasterolo Casotto; на пиемонтски: Monasteireu, Монастейреу) е село и община в Северна Италия, провинция Кунео, регион Пиемонт. Разположено е на 824 m надморска височина. Населението на общината е 107 души (към 2010 г.).